# Laval-Morency
Laval-Morency è un comune francese di 250 abitanti situato nel dipartimento delle Ardenne nella regione del Grand Est.

## Società

### Evoluzione demografica
Abitanti censiti